# Enciam espàrrec

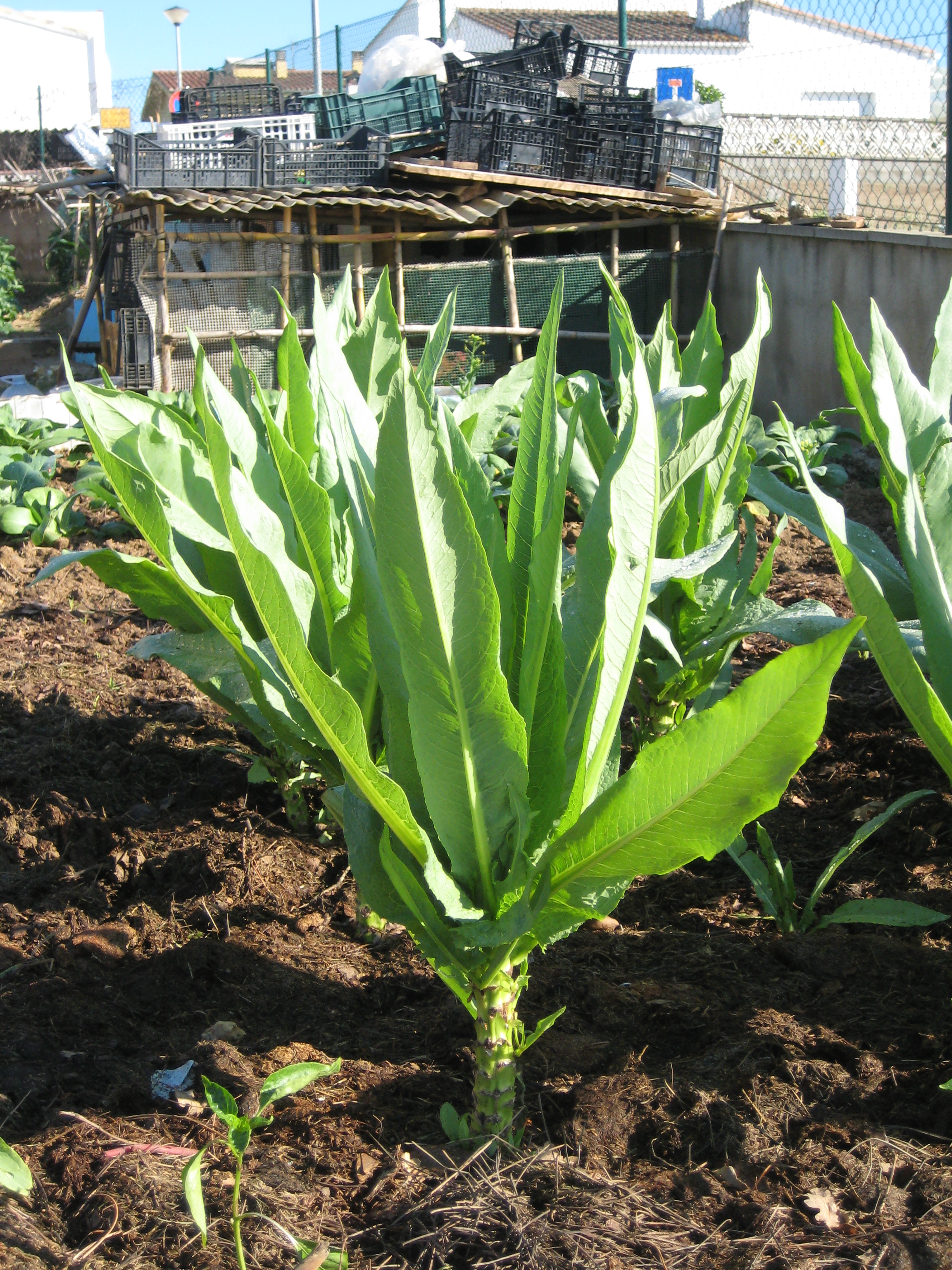
Enciam xinès o wosun

L'enciam espàrrec (lactuca sativa var. asparagina, augustana o angustata), enciam xinès, enciam api o enciam de tija és un enciam que creix com una tija gruixuda, semblant a un espàrrec. És especialment popular a la Xina, on és la forma més comuna d'enciam i s'anomena wosun o woju. Normalment quan es cull fa entre 15 i 20 cm i té un diàmetre d'entre 3 i 4 cm. És cruixent, humit, de sabor agradable i habitualment es prepara tallat a rodanxes i després fregit amb altres ingredients d'un sabor més intens.